# زبرا سوما

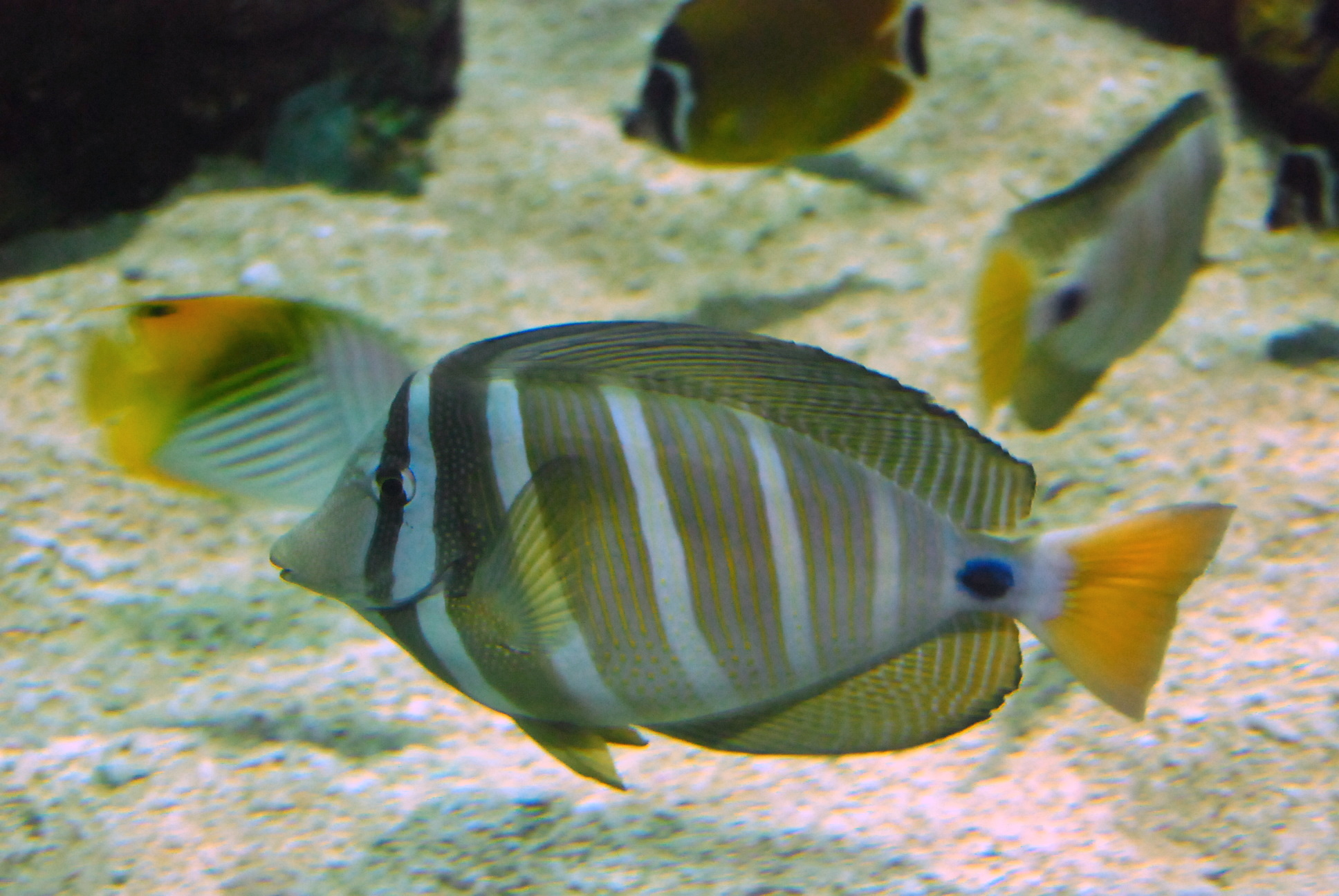

الفلفرم أو الزبرا سوما (باللاتينية: Zebrasoma veliferum)، (بالإنجليزية: sailfin tang) هي ارخص أنواع التانج وذلك لكثرتها وسهوله صيدها من قبل الغطاسين وهى نباتيه من الدرجة الأولى. يصل حجم السمكة لأحجام كبيرة في البحر والأحواض أيضا حيث انها من الأسماك التي تكبر بسرعه وهى ولوعه باى طعام يقدم لها، ويضاف إلى أنها سمكة مشاكسة وعدوانية.